# Molson Indy Vancouver 2003
Molson Indy Vancouver 2003 var den elfte deltävlingen i CART World Series 2003. Racet kördes den 27 juli på GM Place i Vancouver, Kanada. Paul Tracy tog sin femte seger för säsongen, och den andra raka hemmasegern. Precis som i Toronto två veckor innan hade han även pole position. Bruno Junqueira tog sig i mål som tvåa, vilket gjorde att Tracy inte kunde rycka med mer än några få poäng. 

## Slutresultat
| Plats | Förare              | Team                      | Grid | Kvaltid  |
| ----- | ------------------- | ------------------------- | ---- | -------- |
| 1     | Paul Tracy          | Forsythe Racing           | 1    | 1.00,926 |
| 2     | Bruno Junqueira     | Newman/Haas Racing        | 2    | 1.01,070 |
| 3     | Sébastien Bourdais  | Newman/Haas Racing        | 5    | 1.01,617 |
| 4     | Michel Jourdain Jr. | Team Rahal                | 4    | 1.01,582 |
| 5     | Darren Manning      | Walker Racing             | 8    | 1.02,032 |
| 6     | Ryan Hunter-Reay    | Spirit Team Johansson     | 16   | 1.03,317 |
| 7     | Mario Haberfeld     | Conquest Racing           | 10   | 1.02,344 |
| 8     | Rodolfo Lavín       | Walker Racing             | 18   | 1.03,437 |
| 9     | Max Papis           | PK Racing                 | 15   | 1.02,800 |
| 10    | Mario Domínguez     | Herdez Competition        | 12   | 1.02,373 |
| 11    | Jimmy Vasser        | Spirit Team Johansson     | 13   | 1.02,458 |
| 12    | Adrián Fernández    | Fernández Racing          | 14   | 1.02,469 |
| 13    | Patrick Carpentier  | Forsythe Racing           | 6    | 1.01,691 |
| 14    | Alex Tagliani       | Rocketsports Racing       | 7    | 1.01,816 |
| 15    | Tiago Monteiro      | Fittipaldi-Dingman Racing | 11   | 1.02,351 |
| 16    | Oriol Servià        | Patrick Racing            | 9    | 1.02,063 |
| 17    | Roberto Moreno      | Herdez Competition        | 3    | 1.01,172 |
| 18    | Gualter Salles      | Dale Coyne Racing         | 17   | 1.03,388 |
| 19    | Geoff Boss          | Dale Coyne Racing         | 19   | 1.04,259 |